# Confederación Masónica Interamericana
De Confederación Masónica Interamericana (C.M.I.) is een samenwerkingsverband van overwegend Latijns-Amerikaanse obediënties van vrijmetselaarsloges. Vanuit historische banden zijn ook enkele Europese obedienties lid waaronder de Grande Loge Nationale Française. De Confederación Masónica Interamericana is opgericht op 14 april 1947 en daarmee een van de oudste internationale vrijmetselaarsorganisaties. 
De leden van de C.M.I. zijn ingedeeld in zeven zones.
- Zone 1: Mexico
- Zone 2: Caribisch gebied en Frankrijk
- Zone 3: Centraal-Amerika
- Zone 4: Groot Colombia (Colombia en omringende landen)
- Zone 5: Brazilië
- Zone 6: Zuid-Amerika (overige landen) en Europa
- Zone 7: Verenigde Staten

Anno 2025 verenigt de C.M.I. 94 obediënties in 26 landen, met gezamenlijk bijna een half miljoen leden. Haar doel is de samenwerking en eenheid tussen de leden te bevorderen.

## Geschiedenis
In Zuid-Amerika circuleerde al eind negentiende eeuw het idee om een organisatie op te richten om de verschillende obediënties te verenigen. In 1898 werd door de Argentijnse grootloge al een congres georganiseerd voor verschillende Latijns-Amerikaanse obediënties, wat echter door politieke omstandigheden uiteindelijk werd afgelast.
In 1932 hield de grootloge van Chili een bijeenkomst, de eerste conferentie van de symbolische vrijmetselarij van Zuid-Amerika. De bijeenkomst vond plaats in Santiago, maar kende een beperkte opkomst. Daarna vonden nog verschillende bijeenkomsten plaats, met als hoogtepunt de oproep voor een intercontinentale bijeenkomst ter gelegenheid van de Pan-Amerikaanse dag op 14 april 1947 in Montevideo. De organisatoren waren zeer verrast door de hoge opkomst. Officiële delegaties uit 13 landen woonden de bijeenkomst bij, in totaal waren er 43 grootmachten aanwezig. Op deze dag werd door de aanwezige obediënties de C.M.I. opgericht